# Solothurn S-18/100
Il S-18/100 Solothurn da 20 mm, era un fucile anticarro ed anti-materiale svizzero/tedesco utilizzato durante la seconda guerra mondiale.

## Storia

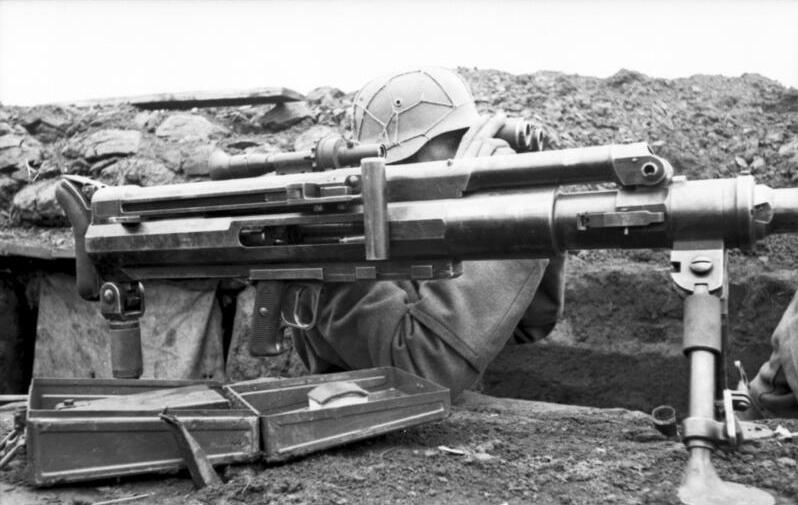
Un S-18/100 in trincea.

L'azienda svizzera Solothurn era di proprietà della tedesca Rheinmetall-Borsig, la quale vi produceva le armi che, a causa delle limitazioni imposte dal Trattato di Versailles, non potevano essere realizzate e possedute dalla Germania.
Il fucile anticarro a funzionamento semiautomatico S-18/100, in calibro 20 mm, venne adottato dall'Esercito svizzero e sparava un proiettile 600 m/sec. Nel corso dei primi mesi del 1940 la Finlandia, impegnata nella guerra con l'Unione Sovietica, acquistò 12 fucili nella versione S-18/154, ufficialmente dall'Esercito svizzero ma in realtà direttamente dalla fabbrica, con i fondi raccolti in Svizzera per aiutare i finlandesi in grave difficoltà contro l'Armata Rossa. Le armi arrivarono nel paese scandinavo in primavera, poco dopo la fine della guerra, ma vennero in seguito impiegate nella Guerra di continuazione.
Una variante, chiamata Solothurn-Arsenal, venne realizzata senza licenza in Estonia prima dello scoppio della seconda guerra mondiale, ma solo 10 esemplari vennero prodotti prima dell'invasione sovietica.
A causa della vorticosa evoluzione tecnologica dei carri armati, il modello S-18/100 diventò rapidamente inadeguato per il suo ruolo. La serie S-18 venne così migliorata nel più potente calibro 20 × 138 mm B, dando vita ai successivi modelli Solothurn S-18/1000 ed al Solothurn S-18/1100, impiegati dagli eserciti di Svizzera, Germania, Italia e Paesi Bassi.
L'esercito del Regno d'Ungheria adottò il fucile S.18/100 nel 1936 e ne acquistò la licenza di produzione. La fabbrica Danuvia lo produsse fino al 1943 con la denominazione 36M e l'arma fu impiegata fino alla fine della guerra. Gli ungheresi adattarono il fucile anche per l'installazione in torretta sul carro armato leggero 38M Toldi e sull'autoblindo 39M Csaba.

## Tecnica

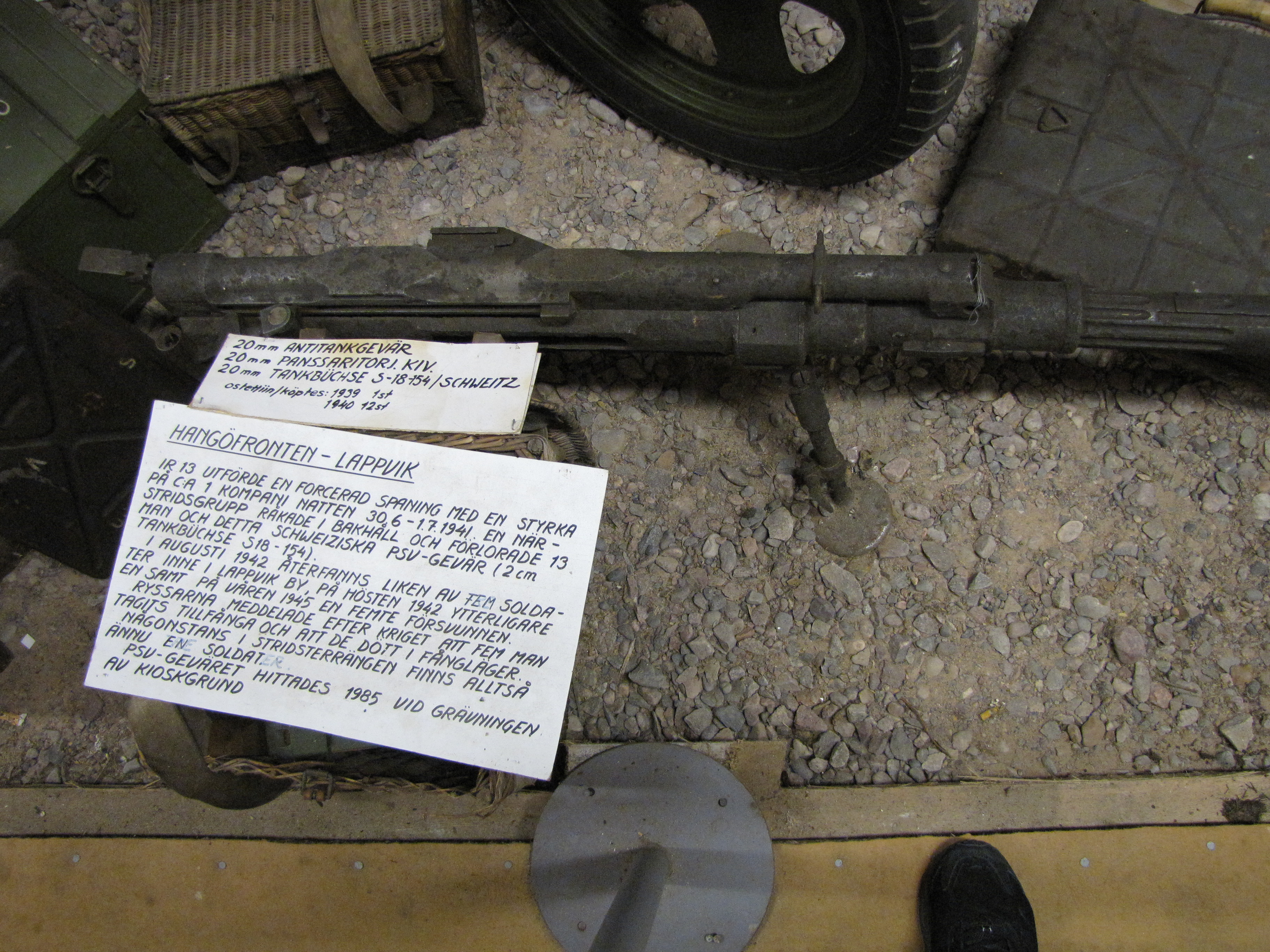
Un S-18/154 finlandese.

Il Soluthurn S-18/100 era un fucile semiautomatico in configurazione bullpup, camerato per la munizione 20 × 105 mm B, usata anche sulla mitragliera antiaerea S-18/350 derivata dal fucile. L'azione era a corto rinculo, con l'otturatore vincolato alla canna tramite un anello rotante, che in posizione di chiusura impegnava con delle alette sul profilo interno le apposite scanalature sulla parte anteriore dell'otturatore; al momento dello sparo, canna ed otturatore rinculavano solidali prima che l'anello, costretto a ruotare, svincolasse l'otturatore; mentre il rinculo della canna veniva arrestato dalla molla di recupero, che la riportava in avanti, l'otturatore rimaneva libero di rinculare, estraeva ed espelleva il bossolo spento e, per effetto della molla, tornava in chiusura camerando una cartuccia carica, sfilata da un caricatore da 5 o 10 colpi inserito sul lato sinistro del castello. La canna disponeva di un freno di bocca e spegnifiamma. Il sistema di scatto era a grilletto e l'arma veniva imbracciata come un normale fucile. Anteriormente poggiava su un robusto bipiede regolabile, mentre posteriormente su un piedino pieghevole incernierato sotto al calcio.
Per il trasporto il cannone fu dotato di un asse a due ruote, rimovibili, e di una maniglia applicabile sulla volata, che ne consentiva un agile trasporto da parte di due militari. Sul carrello potevano trovare posto diversi caricatori di scorta.

## Paesi utilizzatori

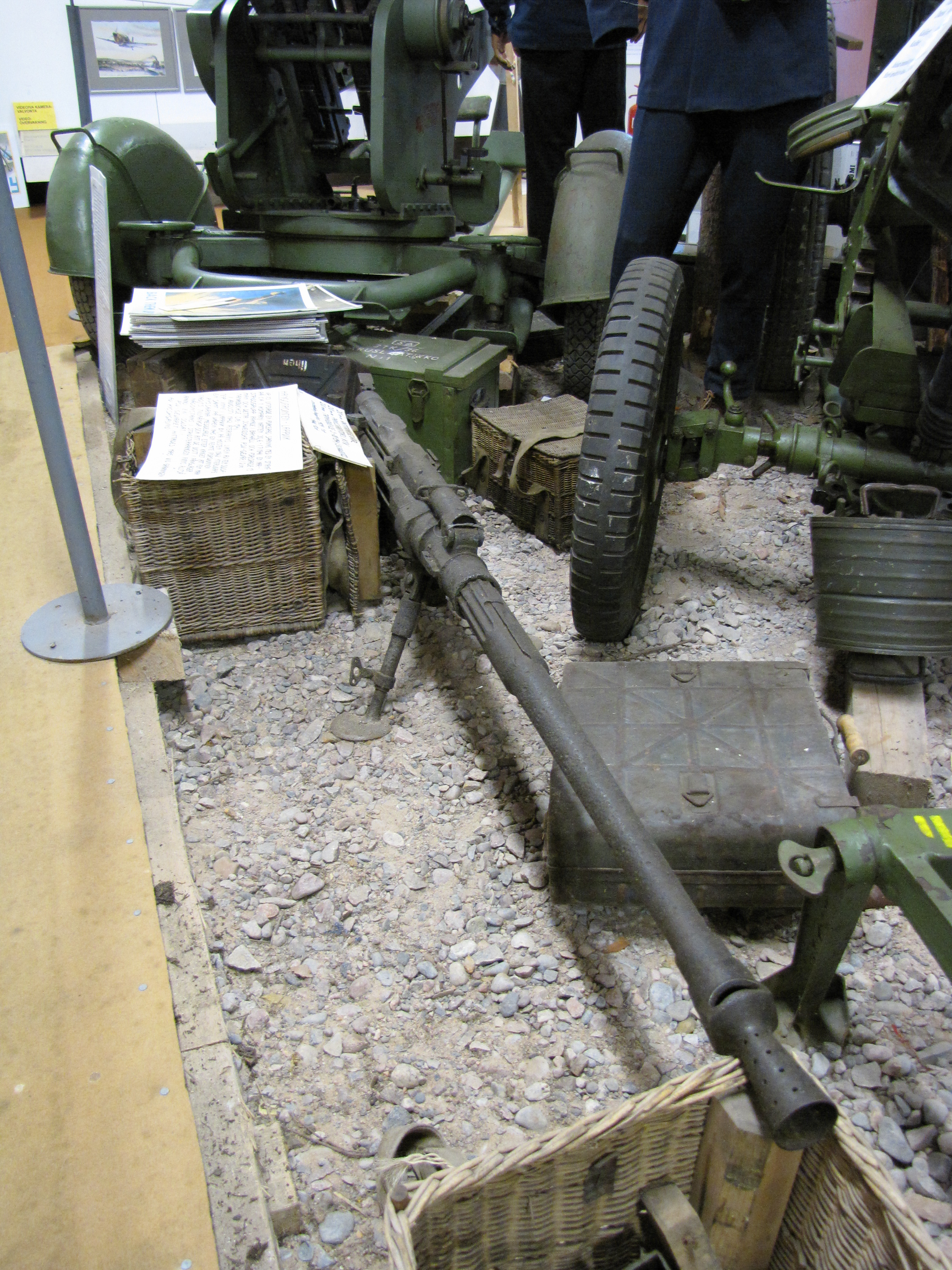
Un fucile controcarro Solothurn S-18/154 impiegato dal 13 Jalkaväkirykmentti (reggimento fanteria) finlandese durante la Guerra di continuazione, e attualmente esposto presso lo Hangon rintamamuseossa.

Svizzera
- Esercito svizzero

 Estonia
- Eesti maavägi

 Finlandia
- Suomen maavoimat[1]

 Ungheria
- Magyar királyi honvédség

### Periodici
- Ivo Jacini, I fucili anticarro, in Storia & Battaglie, n. 158, Vicchio, Luca Poggiali Editore, dicembre 2016,  pp. 23-34.